# V-Force

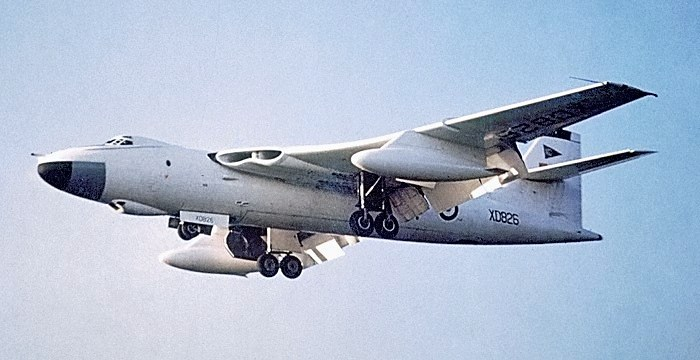
Vickers Valiant was operationeel van 1951-1965

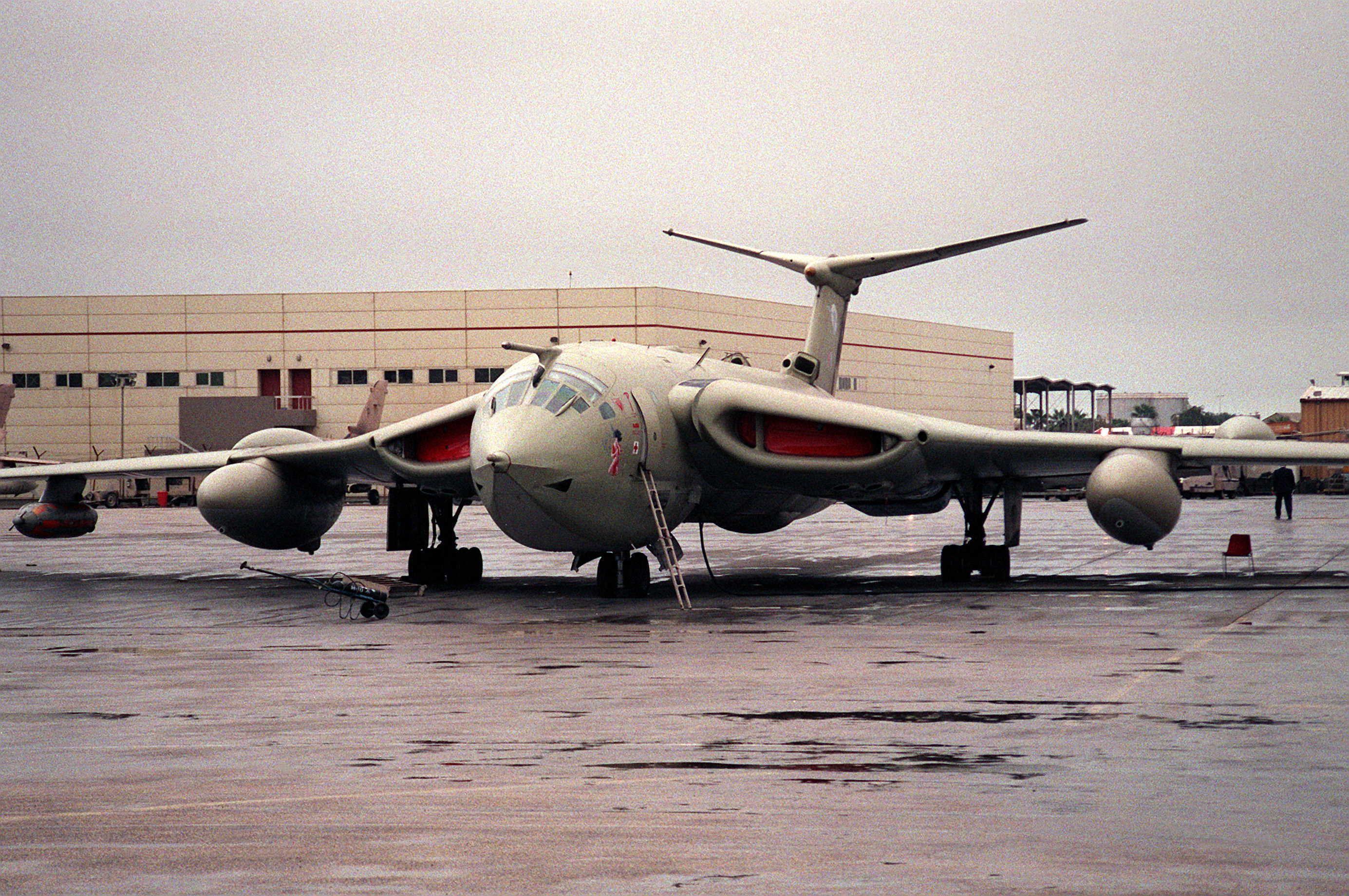
Handley Page Victor was operationeel van 1956 - 1993

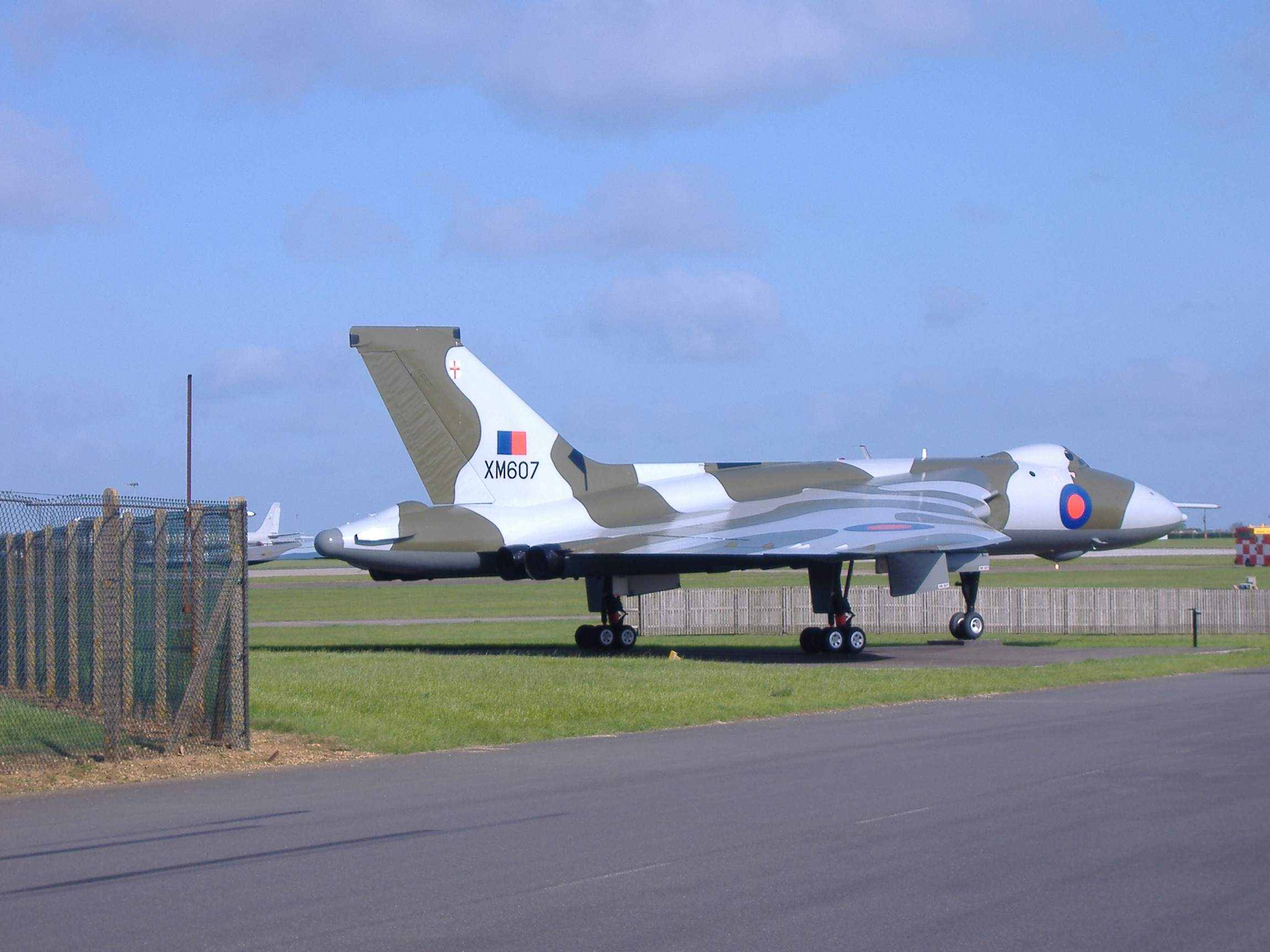
Avro Vulcan was operationeel van 1956-1984

V-Force of V-Bomber Force was een benaming voor de strategische nucleaire bommenwerpers van de Britse luchtmacht (Royal Air Force) in de jaren 50 en jaren 60.
De Vickers Valiant, Handley Page Victor en de Avro Vulcan vormden de V-Force en de drie types bommenwerpers stonden bekend als V-Bombers. Zij waren verantwoordelijk voor de Britse strategische nucleaire vergelding gedurende de eerste jaren van de Koude Oorlog.
De V-Force werd gevormd in de jaren na de Tweede Wereldoorlog. De Royal Air Force had vervangers nodig voor de verouderde bommenwerpers met zuigermotoren en zocht die in straalaangedreven bommenwerpers. Deze moesten een snelheid van minstens 500 knopen (knots; kts) kunnen ontwikkelen op 50.000 voet (feet; ft)hoogte en minimaal 3000 mijl actieradius hebben. Ook moesten ze atoombommen kunnen vervoeren.
De eerste afgeleverde toestellen waren zilverkleurig maar al snel werd dit vervangen door witte antiflashverf. Dit moest de bemanning beschermen tegen de hitte en de stralingseffecten bij eventuele atoomexplosies.
Onder het Quick Reaction Alertsysteem (QRA-systeem), konden vliegtuigen van de V-Force binnen enkele minuten worden gescrambled (in de lucht gestuurd) om een gepast antwoord te geven op een mogelijke aanval vanuit de Sovjet-Unie.
De V-Bombers waren bewapend met de eerste Britse atoombom, Blue Danube, al snel opgevolgd door een sterkere kleinere versie, de Yellow Sun. Vanaf 1961 werden ze ook bewapend met de Blue Steel, een raket met atoomkop die circa honderd mijl vanaf het doel kon worden afgevuurd.
De toestellen konden ook een gewone bommenlast van 10.000 kg meenemen. Toen de nucleaire vergeldingsrol aan de Royal Navy werd overgedragen, werden sommige squadrons uitgerust met de tactische WE.177B-atoombom; deze had een veel kleinere springlading.
Toen de toestellen op lage hoogte moesten gaan vliegen onder vijandelijke radar, werd de witte antiflashverf vervangen door een grijs-groen camouflagepatroon.

## Bemanning
V-Bomberbemanningen waren op continue alarmeringsbasis aanwezig bij hun toestellen die startklaar op Operational Readiness Platforms (ORP) aan het begin van de startbaan geparkeerd stonden. De QRA werd tot 1969 gehandhaafd en verviel toen de vergeldingsrol van de V-Force overging naar de marine die de nieuwe Polarisonderzeeboten operationeel in gebruik nam.
Een V-bomberbemanning had uiteenlopende taken:
Vluchtcommandant
Dit was altijd de meest ervaren officier vlieger en dat hoefde beslist niet de oudste of hoogste in rang te zijn. Er zijn missies geweest met een relatief jonge Captain als vluchtcommandant en een Squadronleader (majoor) als Navigator en een Wingcommander (kolonel) als Air Electronics Officer. De vluchtcommandant was de eindverantwoordelijke voor de missie en diende er voor te zorgen dat zijn bemanning alle opgedragen taken uitvoerde. Hij diende na verloop van tijd ook zijn vlieger op het niveau van vluchtcommandant te krijgen. Hiervoor stond een periode van circa drie jaar ter beschikking.
Vlieger
De eigenlijke uitvoerder van de missie. Dit was altijd een recent opgeleide jonge vlieger. Hij diende capabel genoeg te zijn om het toestel onder alle mogelijke oorlogs-, nood- en schadesituaties bestuurbaar te houden om de bommen af te kunnen laten werpen. De vlieger was altijd degene van de bemanning die het snelste ervaring opdeed.
Plotternavigator
Deze zorgde dat het toestel door gebruik van elektronische instrumenten (doppler navigatie systeem, TACAN, H2S radar en radiokompas) en handmatige berekeningen op de uitgezette koers bleef. Hij diende in noodgevallen echter ook te kunnen navigeren op de sterren met alleen een sextant en een kompas. Dit werd veel geoefend omdat men verwachtte dat alle elektronische navigatiemiddelen in oorlogstijd gestoord zouden worden door de vijand en later uitgeschakeld zouden worden door atoomexplosies. Hij werd hierbij geassisteerd door de radarnavigator. De plotternavigator was het bemanningslid dat bij een vlucht altijd het meeste werk kreeg. Gewoonlijk was hij uren voor de vlucht bezig met het voorbereiden van het vluchtplan en hij diende snel te reageren op plotselinge koersaanpassingen. Plotternavigators op een Blue Steelmissie gebruikten vaak het nauwkeurige interne navigatiesysteem van de Blue Steelraket als hulpmiddel.
Radarnavigator
Deze was verantwoordelijk voor blind bombing, een essentieel onderdeel bij een atoomaanval. Ter beveiliging van de ogen van de bemanning waren alle toestellen voorzien van een blinderingssysteem dat vlak voor een atoomaanval gebruikt werd. De radarnavigator controleerde de radar en het Nav Bombing System dat de toestellen de mogelijkheid gaf om blind te bombarderen vanaf een hoogte van 57.000 tot 250 voet. De radarnavigator wierp ook de bommen af. Een ander deel van zijn functie was het assisteren van de plotternavigator tijdens de vlucht.
Air Electronics Officer
Deze was verantwoordelijk voor de langeafstands-HF-radiocommunicatie; dit kon gaan door gebruik van morse (tijdens elektronische storingen) of via het gesproken woord. Ook bewaakte hij de elektrische systemen van het toestel tijdens de vlucht. Zijn hoofdtaak was de elektronische oorlogvoering (electronic warfare, EW) en het geven van advies aan de vliegers bij ontwijkacties.

## Kwetsbaarheid
Door de wijzigingen in het Russische luchtafweersysteem en de kracht van de verwachte atoomexplosies werden verliezen ingecalculeerd en werd verwacht dat 80% van de ingezette V-Forcetoestellen zou worden uitgeschakeld.
De dreiging voor de V-Force was zeker gelijk aan die voor een formatie bommenwerpers in de Tweede Wereldoorlog; onderscheppingsjagers, luchtafweer en radar.
V-Forcebommenwerpers hadden zo goed als geen defensieve middelen en werden geacht voor het grootste deel alleen te opereren. Laagvliegen werd daarom als de enige echte verdediging voor de V-Forcebommenwerpers beschouwd. Een vlucht vlak boven de grond werd gekoppeld aan elektronische tegenmaatregelen (ECM) die voor het grootste deel bestonden uit een aantal radarstoorzenders en veel window. Deze zouden de Russische radar voor een groot deel verblinden en verwarren maar het gebruik zou de Russische luchtverdediging wel attent maken dat de vliegtuigen naderden, dus ECM zouden spaarzaam moeten worden gebruikt.
In de jaren zeventig wisten de V-Forcebemanningen dat als de oorlog uitbrak, er een kleine kans bestond om terug te keren na hun inzet. Die wetenschap was gebaseerd op de locatie van de doelen en op het feit dat er gevlogen werd in een zo goed als onverdedigd groot vliegtuig. Dit werd ook al in de jaren 50 door de Britse luchtmachtstaf aangegeven.
De door de Britse luchtmachtstaf verwachte ‘oorlogsduur’ sprak dit echter tegen. De V-Force werd geacht in de eerste oorlogsweek ten minste drie aanvalsmissies uit te voeren. Doordat men verwachtte dat de V-Forcevliegbases snel door een Russische aanval zouden worden uitgeschakeld, rekende men er op dat het grootste deel van de V-Force in het NAVO-antwoord op een Russische aanval werd ingezet. Als ze op de basis bleven, zouden ze immers worden vernietigd. Deze wetenschap, gekoppeld aan ‘minstens drie aanvalsmissies in de eerste oorlogsweek’ betekende dat een groot deel op de basis bleef en de Russische aanvallen overleefde of dat er meer toestellen van hun missie terug werden verwacht dan men zou denken.
In juni 1956 werd in een regeringsnota bevestigd dat er gerekend werd met een verliesfactor. De theoretische schatting gaf de V-Force een verliesfactor van 5% per afgelegde 100 zeemijl per nacht. Een penetratiemissie naar Moskou zou circa 55% van de aanvallende toestellen kosten. Deze schatting gekoppeld aan de vliegtuigoverblijfselen op de basis na de eerste Russische aanvallen zou niet veel overlaten voor een tweede inzetgolf. Dit maakte de Polarisraketten in de 'onzichtbare' atoomonderzeeboten meteen een geloofwaardiger afschrikmiddel.

## Planning
De koude oorlog is nu voorbij maar was destijds akelig dichtbij. Oost en West hadden uitgebreid gepland welke doelen als eerste moeten worden aangevallen als de oorlog uitbrak. Voor de luchtstrijdkrachten van Groot-Brittannië betekende dit plannen voor een interventie samen met de NAVO-strijdkrachten maar ook plannen voor een mogelijke oorlog zonder de NAVO en de Verenigde Staten.
Voordat de Polarisraketten de voornaamste nucleaire afschrikkingsrol overnamen, bestond een van de inzetmogelijkheden van de V-Force uit de Quick Reaction Alert. Hiervoor werd een aantal reeds van bewapening voorziene vliegtuigen en hun bemanning gereed gehouden voor een alarmstart binnen enkele minuten. Meestal bestond zo’n QRA-sectie op een vliegbasis uit vier startklare Avro Vulcans die op de Operational Ready Pan (ORP) aan het begin van de startbaan stonden opgesteld. De ORP werd vaak gebruikt voor oefeningen waarbij de vier toestellen een scramble of alarmstart maakten.
Hoewel de rol van de V-Force door de jaren veranderde, was de strijdmacht nog steeds bestemd om een belangrijke rol te spelen bij een NAVO- of nationaal conflict in Europa; speciaal tegen de Sovjet-Unie dat toen nog als 'de vijand' werd beschouwd. Als de oorlog uitbrak, zou de V-Force strategische nucleaire aanvallen uitvoeren. Dit zou onder NAVO-supervisie gebeuren bij een NAVO-conflict of onder een Brits nationaal plan als het Verenigd Koninkrijk alleen tegen het Oostblok zou strijden. Dit laatste scenario was niet erg waarschijnlijk maar er bestonden wel degelijk plannen voor.
Een speciale plangroep binnen de Britse ministeries van Luchtvaart en van Defensie bepaalde continu welke doelen er aangevallen zouden worden en welke aanvlieg en uitbraakroutes moesten worden gebruikt. In tegenstelling met de huidige planning en doelaanwijzing, zo kort mogelijk voor een aanval, werden de eerste aanvallen vroeger al maanden van tevoren gepland en besproken. Dit gebeurde om twee redenen.
- Men ging uit van een onverwachte plotselinge aanval na een verslechterende politieke situatie gevolgd door Sovjet ICBM-lanceringen. Vanaf dat moment moest de tegenaanval zo snel mogelijk worden uitgevoerd. Er was geen tijd voor een kleinschalig gepast antwoord; de enige mogelijkheid bestond uit een massale nucleaire vergelding. Toestellen die op de grond bleven, zouden bij de eerste aanval uitgeschakeld zijn dus er was geen andere optie dan in zeer korte tijd zo veel mogelijk toestellen de lucht in te krijgen. Bovendien was er voor de toestellen vermoedelijk geen weg terug omdat de vliegbases de eerste Sovjetdoelen waren.
- In de jaren 50 en 60 kon nog geen gebruikgemaakt worden van computers. De toestellen van de V-Force waren niet uitgerust met computers en alle navigatie en de berekeningen voor het afwerpen van de bommen werden op een mechanische analoge manier uitgevoerd. De voorbereiding hiervan kostte enorm veel tijd.

De missies, routes, doelen en weergegevens werden door een plangroep op papier gezet en waren bestemd voor een vooraf bepaald steunpunt van de Royal Air Force en toegewezen aan een vooraf bepaald squadron. Binnen het squadron werden de aangewezen doelen onder de beschikbare bemanningen verdeeld.
Het was verplicht dat iedere bemanning elk half jaar een aantal weken in de “kluis” zo veel mogelijk informatie over het toegewezen doel vergaarde. De “kluis” was een beveiligd deel in de bunker van de Wing Ops dat aan de inlichtingendienst was toegewezen. Van de bemanning werd verwacht de gehele missie uit het hoofd te kennen. Voor een radarnavigator, verantwoordelijk voor het afwerpen van de bom, betekende dit dat hij bekend moest zijn met locatie en ligging van het doel, dat hij precies wist wanneer hij de aanvalsrun vanaf het Initial Point moest beginnen en dat hij de vaste navigatiepunten op de aanvlieg en uitbraakroutes moest kennen. De hele bemanning moest op de hoogte zijn met alle vijandelijke luchtverdedigingsmaatregelen op de route en over eventuele ontwijkmogelijkheden. De officier belast met elektronische oorlogvoering (EW) diende de beschikbare elektronische tegenmaatregelen (ECM) hierop af te stemmen. Het was bijvoorbeeld uitgesloten stoorzenders (jammers) te gebruiken als dit niet direct nodig was. Tijdens de training in de “kluis” werden de vliegers en radarnavigator door de inlichtingendienst ‘doorgezaagd’ over de beschrijving van het doel en het Initial Point. De bemanning moest luisteren naar tapes met de geluiden van de verschillende vijandelijke radars als die door hun sensors werden opgepikt. Zij moesten weten of ze te maken hadden met een gewone rondzoekradar van de verkeersleiding of met die van een raketbatterij in de rondzoekmode of in de volgmode en wat er in het laatste geval gedaan moest worden om uit de ‘radarlock’ te breken.

## Low-level operaties
Low-level operaties waren de meest uitdagende missies van de V-Force. Ze vormden een enorme werklast voor alle bemanningsleden omdat ze altijd werden gevlogen in een onbekend gebied ver van huis.
Door de aanpassing van een groot en langzaam reagerend toestel in vroeger tijden naar de moderne kleinere snelle multiroletoestellen is de beschikbaarheid van het luchtruim voor low-level operaties aanzienlijk veranderd. In de jaren 70 waren diverse delen van Groot-Brittannië speciaal toegewezen voor low-level training. In deze gebieden hadden de toestellen de mogelijkheid tot het uitvoeren van allerlei vliegbewegingen onder toezicht van militaire luchtverkeersleiding.
De luchtwegen naar de laagvlieggebieden waren zeer smal en, conform de operationele denkwijze van die tijd, alleen bestemd als eenrichtingsaanvalsroute. Onderweg waren er diverse objecten die dienden als doelen voor low-level bombardementen. Deze konden alleen worden geraakt door middel van exacte radar bombardement plots of door gebruik van de aan boord aanwezige F95-doelcamera.
De training bestond uit het zo accuraat mogelijk timen van de entry, turning en exit points en het goed op koers houden van het toestel. De plotternavigator moest hierbij met zijn rekenliniaal, tabellen en mallen beslist binnen een marge van dertig seconden zitten (personal computers, zakrekenmachines, digitale horloges en global positioning system waren in die tijd volslagen onbekend)
De vlucht begon altijd high level gevolgd door een overgangsfase en de afdaling voor de aanvalsrun met de hoop op een eventuele uitbraakroute. De daling naar low-level werd steeds uitgevoerd op een punt buiten de vijandelijke radardekking en werd zeer snel uitgevoerd. De plotternavigator had een geringe tijdmarge om op tijd boven het low-level entry point uit te komen. Indien mogelijk viel dit punt samen met een object dat door de vliegers visueel waargenomen kon worden. Dit gaf de navigators een accurate fix (bevestiging) van de start van de low-level leg (aanvalsrun).
De V-Forcetoestellen hadden op low-level niet de snelheid van de moderne multirolebommenwerpers en kwamen ook niet zo laag (maximaal 300 tot 500 voet). Dit kwam door het ontbreken van het huidige gps-navigatiesysteem en van een head up display (HUD) voor de vliegers. Door de grootte van de toestellen plantte de turbulentie zich ook door de hele romp voort en dat maakte van het geheel een oncomfortabele ervaring.
Low-level training werd gewoonlijk uitgevoerd met circa 300 knopen op een hoogte van 300 tot 500 voet maar in oorlogssituatie zou dit zeker liggen op 360 knopen en onder de 300 voet. Alles vergde veel concentratie van de hele bemanning en teamwork van de navigator en vliegers. Hun communicatie moest het toestel zo nauwkeurig mogelijk op koers houden.
De radarnavigator moest, door middel van zelfgekozen navigatiepunten op de route, constant erover waken of het toestel wel op koers was. De aanvalsrun was natuurlijk geen vaste koers van het entry point naar het doel maar bestond uit een patroon vooraf uitgerekende bochten die het toestel op tijd boven het doel moesten brengen. In oorlogssituaties was dit zeer kritisch omdat de toestellen op zichzelf opereerden en onbekend waren met de vliegbewegingen van andere aanvallende vliegtuigen. Ook moest het vluchtpatroon zodanig uitgevoerd worden dat dit niet werd beïnvloed door de atoomexplosies van de andere aanvallende toestellen. Het eind van de navigatie was op het Initial Point (IP) circa 25 tot 40 mijl voor het doel. Het IP moest zo nauwkeurig mogelijk worden aangevlogen om een goede aanvalsrun met zo min mogelijk afwijkingen te garanderen.
Vanaf het IP naar het doel was de aanvalsrun de verantwoordelijkheid van de plotternavigator. Deze werd hierbij geassisteerd door de andere bemanningsleden. Een van de gevaren van low-level operaties is namelijk dat de vliegveiligheid op een lager plan komt te staan en dat vliegaccuratesse, navigatie en zichtcontrole naar buiten belangrijker worden. Tijdens het bijhouden van de navigatieplot kreeg de plotter indicaties van de visuele waarneming van de vliegers zoals hoogspanningsleidingen, spoorwegkruisingen et cetera. Ook de radarnavigator gaf waarnemingen van door hem op het scherm gesignaleerde objecten. Tijdens nachtelijke low-level vluchten zou de bemanning hoger vliegen maar zouden de vliegers niets van de grond kunnen waarnemen. De radarnavigator zou door interpretatie van de grondecho’s de vliegers een beeld geven van het onderliggende terrein en zo eventueel botsingen met de grond vermijden.

## Afwerpen
Het behoeft geen uitleg dat de aanvalsrun en het zo nauwkeurig mogelijk afwerpen van de bom zaken waren die de bemanning tot in de details beheerste. Uiteindelijk was de V-Force bedoeld om een atoomwapen of gewone bommen volgens het NAVO-plan of het nationale Britse oorlogsplan op het doel af te werpen.
Het afwerpen verliep volgens een van deze profielen.
- 2F was met een low-level aanvalsrun tussen de 300 en 500 voet recht over het doel, terwijl het wapen via radar of bij goed zicht visueel werd afgeworpen. Om het toestel niet te beschadigen door de explosie werd de bom vertraagd afgeworpen; door middel van een remparachute bij conventionele bommen en door gebruik van tijdvertraging bij een atoomwapen. Hierdoor kreeg het toestel de tijd om een paar mijl verder te komen voordat de explosie plaatsvond.
- 2 S&L was een high level bombardement met gewone bommen.
- 2A was een aanvalsrun gevolgd door ontwijkbewegingen tegen luchtdoelraketten. Op 43 mijl werd een draai van 45° gemaakt terwijl met 1,5 g een afwerphoek van 47° werd bereikt. Na 15 s werd dit omgekeerd naar 90°. Vleugels horizontaal voor 30 s en weer terug in omgekeerde volgorde. Circa 17 mijl van het doel volgde de draai van 45° en de rechte koers naar het doel, ongeveer 1 min S&L voor het afwerpen.
- 2B S&L Highlevel met de Oustonbombplot via een aangegeven route op een aangegeven wekelijks wisselend doel. Tijdens de aanloop, zo’n 90 mijl voor het doel werd de X-bandjammer dan gebruikt tot vlak voor het afwerpen.
- 2C was een achterhaalde methode die snel werd geschrapt.
- 2D was een low-level entry gevolgd door een snelle stijging tot flight level 270 waarop atoomwapens van het type Blue Danube of Red Beard werden afgeworpen.
- 2E was voorafgaand aan het 2H profiel voor het afwerpen van een Yellow Sun 2-wapen. Low-level entry op circa 15 mijl, dan een snelle popup en push over met +1,5 g, +0,5 g. Gelijktrekken op 11000 voet op één minuut van het doel. Deze aanval werd het meest geoefend en was de meest waarschijnlijke die in oorlogstijd gebruikt zou worden.
- 2F was initieel ontwikkeld voor de Vickers Valiant en het Big E-wapen. Later werd dit profiel ook toegepast bij het afwerpen van de WE.177.
- 2G was een conventionele popupaanval met 21 bommen van 1000 pond op 8000 voet. Theoretisch was dit bruikbaar als er geen raketafweer was.
- 2H was een noodprocedure voor een beschadigd toestel voor een low-level nadering tot een vooraf berekend optrekpunt. Met de windcorrecties zou het toestel dan draaien en een simpele stuurcorrectie bracht de vereiste stijgingshoek aan. Als het toestel boven 10500 voet geklommen was, werd het wapen afgeworpen. Er werd hierbij dus niet gericht gebombardeerd.

## TAC-EVAL
Iedereen die ooit gediend heeft bij Royal Air Force Strike Command, was bekend met het begrip TAC-EVAL.
TAC-EVAL was de afkorting voor Tactical Evaluation. Dit fenomeen werd geïntroduceerd vanuit de USAF waar het periodiek door de Strategic Air Command werd toegepast. Tijdens een TAC-EVAL werd het bewuste vliegbasis zonder enige vooraankondiging bezocht door een groep Evaluators die de basis op alle aspecten van operationele gereedheid beoordeelden. Zo een bezoek duurde ongeveer een week en in de meeste gevallen kwam de TAC-EVAL inderdaad volkomen onverwacht, meestal op de maandagochtend om 02.30u of iets in die geest. Soms braken er geruchten door die op waarheid berustten en werd het TAC-EVAL-team al aan de poort opgewacht. Als de mensen midden in de nacht uit bed gebeld werden om zich op de basis te melden, wist iedereen ook meteen wat er aan de hand was en dat de komende week gerekend moest worden met evaluatie.
De oefening was niet voor een bepaald squadron. De gehele basis verkeerde in alarmtoestand zodat de toegangscontrole van de RAF Police zeer scherp en volgens het boekje was. Er mochten immers eens Sovjetcommando’s tussen zitten. Soms organiseerde het TAC-EVAL-team een groep activisten die op de basis probeerden binnen te dringen. Ander personeel zoals bewapeningspersoneel en brandweerlieden werden geconfronteerd met gesimuleerde incidenten als noodlandingen, branden, incidenten met atoomwapens etc. Overal en rond de klok was er wel ergens iets aan de hand.
De vliegtuigbemanningen werden verspreid over diverse locaties en brachten de nacht door in oncomfortabele QRA-caravans. Eenmaal in het verspreidingsgebied werden de bemanningen getest tijdens alarmstarts waarbij het toestel zo snel mogelijk vliegklaar werd gemaakt. Alles werd gecontroleerd door Bomber Control of door Static die de bemanningen via de radio van berichten en codewoorden voorzag.
De normale gereedheidsstatus was One-Five; binnen vijftien minuten kunnen starten. Bomber Control of Static schroefden de status in het verloop van de TAC-EVAL op naar Zero-Five; binnen vijf minuten gereed voor de start. Dit betekende niet dat je binnen vijf minuten in de lucht zat maar dat het inzetbevel binnen vijf minuten kon worden gegeven. Meestal duurde de status Zero-Five dan ook heel lang. Bij aanvang van de status Zero-Five werden de bemanningen zo snel mogelijk naar hun toestellen gebracht; daar gingen ze aan boord voor het verrichten van de Zero-Fivechecks die behoorlijk veeleisend waren. De volgende fase was de Static radiomelding voor status Zero-Two; twee minuten voor de start. Hierbij volgde een snelstart van de motoren met samengeperste lucht. Dit maakte altijd een hels kabaal. Omdat bij status Zero-Two de motoren draaiden, werd dit nooit lang volgehouden. Of de bemanning kreeg de order Stand down to One-Five, of de order Scramble werd gegeven. Hierbij werd de code gecontroleerd waarna alle toestellen opeenvolgend de lucht in gingen. Dit was meestal ook het einde van de oefening want het betekende eigenlijk het begin van de oorlog.